# Glàucies (militar)
Glàucies (Glaucias, Γλαυκίας) fou un militar macedoni dels Companys d'Alexandre el Gran a la batalla de Gaugamela. Estava al servei de Cassandre que li va encarregar la custòdia del jove Alexandre i la seva mare Roxana, quan els va confinar com a presoners a la ciutadella d'Amfípolis. Després de la pau del 311 aC, Cassandre va enviar ordres secretes a Glàucies per eliminar els dos presoners, ordre que Glàucies va complir immediatament.